# Ain't Nothing like the Real Thing
Ain't Nothing like the Real Thing è un brano musicale scritto da Ashford & Simpson e registrato da Marvin Gaye e Tammi Terrell per la Tamla nel 1968. Il brano ebbe un ragguardevole successo, raggiungendo la posizione numero otto della Billboard Hot 100 e la numero uno della Billboard Hot Soul Singles, e diventando il primo singolo al numero uno del duo Gaye/Terrell. Il brano in seguito divenne oggetto di numerose cover.

## Tracce
LATO A
1. Ain't Nothing like the Real Thing

LATO B
1. Little Ole Boy, Little Ole Girl

### Classifiche
| Classifica (1968)      | Posizione più alta |
| ---------------------- | ------------------ |
| U.S. Billboard Hot 100 | 8                  |
| U.S. R&B Chart         | 1                  |
| Regno Unito            | 34                 |

## Versione di Aretha Franklin
Nel 1974, Aretha Franklin registrò Ain't Nothing Like the Real Thing, e pubblicò il singolo sulla scia del successo del precedente Until You Come Back to Me (That's What I'm Gonna Do), entrambi estratti dall'album Let Me in Your Life.

### Tracce
LATO A
1. Ain't Nothing like the Real Thing

LATO B
1. Eight Days on the Road

#### Classifiche
| Classifica (1974)      | Posizione più alta |
| ---------------------- | ------------------ |
| U.S. Billboard Hot 100 | 46                 |
| U.S. R&B Chart         | 6                  |

## Altre versioni
- 1969 Diana Ross and the Supremes con i The Temptations per l'album Together.
- 1970 The Supremes con i The Four Tops per l'album The Magnificent 7.
- 1972 The Jackson 5 per l'album Lookin' Through the Windows.
- 1976 Donny & Marie Osmond per l'album New Season.
- 1993 Elton John e Marcella Detroit (#24 UK) per l'album di Elton John Duets.

- 1994 Gladys Knight e Vince Gill
- 2003 Michael McDonald per l'album Motown.
- 2007 Boyz II Men per l'album Motown: A Journey Through Hitsville USA.
- 2008 Justin Timberlake e Beyoncé Knowles dal vivo.
- 2008 Tammin Sursok e Michael Graziadei per la soap opera Febbre d'amore.